# Guzki (Ełk)
Guzki (deutsch Gusken) ist ein Dorf in der polnischen Woiwodschaft Ermland-Masuren und gehört zur Gmina Ełk (Landgemeinde Lyck) im Powiat Ełcki (Kreis Lyck).

## Geographische Lage
Guzki liegt am Südufer der Gusker Sees (polnisch Jezioro Guzki) im südlichen Osten der Woiwodschaft Ermland-Masuren, neun Kilometer westlich der Kreisstadt Ełk (Lyck).

## Geschichte
Das kleine Dorf Gusken wurde im Jahre 1476 gegründet. Zwischen 1874 und 1945 war es in den Amtsbezirk Grabnick (polnisch Grabnik) eingegliedert, der zum Kreis Lyck im Regierungsbezirk Gumbinnen (ab 1905: Regierungsbezirk Allenstein) in der preußischen Provinz Ostpreußen gehörte.
Die Zahl der Einwohner Guskens betrug 176 im Jahre 1910. Sie stieg bis 1933 auf 187 und belief sich 1939 auf 175. Aufgrund der Bestimmungen des Versailler Vertrags stimmte die Bevölkerung im Abstimmungsgebiet Allenstein, zu dem Gusken gehörte, am 11. Juli 1920 über die weitere staatliche Zugehörigkeit zu Ostpreußen (und damit zu Deutschland) oder den Anschluss an Polen ab. In Gusken stimmten 140 Einwohner für den Verbleib bei Ostpreußen, auf Polen entfielen keine Stimmen.
Im Jahre 1945 wurde Gusken in Kriegsfolge mit dem gesamten südlichen Ostpreußen an Polen überstellt und trägt seither die polnische Namensform „Guzki“. Heute ist das Dorf Sitz eines Schulzenamtes (polnisch Sołectwo) und somit eine Ortschaft im Verbund der Gmina Ełk (Landgemeinde Lyck) im Powiat Ełcki (Kreis Lyck), bis 1998 der Woiwodschaft Suwałki, seither der Woiwodschaft Ermland-Masuren zugeordnet.

## Religionen
Bis 1945 war Gusken in die evangelische Kirche Grabnick (polnisch Grabnik) in der Kirchenprovinz Ostpreußen der Kirche der Altpreußischen Union sowie in die römisch-katholische Kirche St. Adalbert in Lyck im Bistum Ermland eingepfarrt.
Heute gehört Guzki katholischerseits zur Kirche in Mołdzie (Moldzien, 1938 bis 1945 Mulden), einer Filialkirche der Pfarrei Św. Tomasza Apostoła in Ełk im Bistum Ełk der Römisch-katholischen Kirche in Polen. Die evangelischen Einwohner halten sich zur Kirchengemeinde in Ełk, einer Filialgemeinde der Pfarrei in Pisz (deutsch Johannisburg) in der Diözese Masuren der Evangelisch-Augsburgischen Kirche in Polen.

## Verkehr
Guzki liegt an einer Nebenstraße, die von Bartosze (Bartossen, 1938 bis 1945 Bartendorf) an der Landesstraße 16 (einstige deutsche Reichsstraße 127) bis nach Rożyńsk (Rosinsko, 1938 bis 1945 Rosenheide) führt. Bis 2009/10 war Mołdzie (Moldzien, 1938 bis 1945 Mulden) die nächste Bahnstation an der – heute nicht mehr regulär befahrenen – Bahnstrecke Czerwonka–Ełk (deutsch Rothfließ–Lyck).